# Selene M. Pascual
Selene M. Pascual (23 de febrero de 1989) es una autora española que destaca en el género juvenil de la literatura actual; nacida en Vigo, es conocida por sus múltiples obras, escritas a cuatro manos junto a Iria G. Parente. Actualmente, ambas trabajan enteramente de la escritura, pero Selene es licenciada en Filología y, durante algún tiempo, fue investigadora en la Universidad de Vigo, además de tener un Máster en Gestión de la Documentación, Bibliotecas y Archivos de la Universidad Complutense de Madrid. Ambas autoras se conocieron en torno a 2006, en un foro de internet donde subían sus propias historias; allí se leían la una a la otra y, con el tiempo, comenzaron a hablar por Messenger. Gracias a estas circunstancias, ambas terminaron siendo coautoras de sus actuales veintiún novelas publicadas.
Su carrera literaria comenzó en 2012, con la publicación gratuita de su primera novela, Pétalos de Papel, leída por más de 9.000 personas; aunque no fue hasta 2014 que publicaron Alianzas con la editorial Everest. Este constituye el primer libro de una trilogía, Cuentos de la luna Llena, que, ante el cierre de Everest en 2015, pasó a estar bajo el amparo de La Galera. Esta saga de libros fue reeditada y vio su final con Despedidas, publicado en noviembre del 2018.
Cuentos de la luna llena fue seleccionada como una de las mejores lecturas de la literatura juvenil por la revista cultural Babelia (El País). Además, en 2015, Alianzas ganó el premio Templis como “Mejor novela perteneciente a saga”, otorgado por la revista El templo de las mil puertas, centrada en literatura juvenil.
En 2015 también publicaron una de sus obras más conocidas, Sueños de piedra, que daría comienzo a la conocida saga Marabilia, compuesta por cinco novelas, las cuatro primeras auto conclusivas e independientes entre sí. Esta saga de libros ha sido publicada por la editorial Nocturna con la que actualmente siguen colaborando.
En 2019, un año tras la publicación de Antiheroes, una de sus novelas más famosas, Selene e Iria confirmaron, vía Twitter, que la productora televisiva Globomedia había adquirido los derechos necesarios para adaptar la novela a un formato televisivo. Sus últimas obras publicadas son el comienzo de la saga "Olympus", La flor y la muerte, con su siguiente libro ya confirmado, El sol y la mentira, y la novela infantil e ilustrada Alma y los siete monstruos, confirmada como la primera obra de ambas autoras en ser traducida a otros idiomas.

## Obras

### TrilogíaSecretos de la Luna llena
1. Alianzas (La Galera, noviembre de 2016)
2. Encuentros (La Galera, mayo de 2017)
3. Despedidas (La Galera, noviembre de 2018)

### SerieMarabilia
1. Sueños de piedra (Nocturna, septiembre de 2015)
2. Títeres de la magia (Nocturna, septiembre de 2016)
3. Ladrones de libertad (Nocturna, septiembre de 2017)
4. Jaulas de seda (Nocturna, septiembre de 2018)
5. Reinos de cristal (Nocturna, octubre de 2019)

### BilogíaEl Dragón y el Unicornio
1. El orgullo del dragón (Nocturna, marzo de 2019)
2. La venganza del unicornio (Nocturna, junio de 2020)

### TrilogíaOlympus
1. La flor y la muerte (Nocturna, noviembre de 2020)
2. El sol y la mentira (Nocturna, mayo de 2021)
3. La Furia y El Laberinto (Nocturna, noviembre de 2021)[12]

### TrilogíaTime Keeper
1. El Eco del Destino (Molino, abril de 2024)

### Títulos auto conclusivos
- Rojo y oro (Alfaguara, febrero de 2017)
- Antihéroes (Nocturna, marzo de 2018)
- Anne Sin Filtros (Molino, septiembre de 2021)
- Desde Soulcial ¿Con amor? (Nocturna, mayo de 2022)
- Pétalos de papel (Molino, octubre de 2022)
- Seremos el huracán (Molino, marzo de 2023)
- Imperio (TBR, septiembre de 2023).

### Novelas Infantiles
- Alma y los siete monstruos (Nube de Tinta, septiembre de 2020)